# Panhard & Levassor Type A
La Type A fu il primo autoveicolo prodotto dal 1891 al 1896 dalla Casa automobilistica francese Panhard & Levassor. Fu anche in assoluto la prima autovettura francese dotata di motore a scoppio, il che pone la Panhard & Levassor come la prima casa automobilistica francese in assoluto, precedendo di pochi mesi la Peugeot.

## Profilo e storia

### Nascita del modello

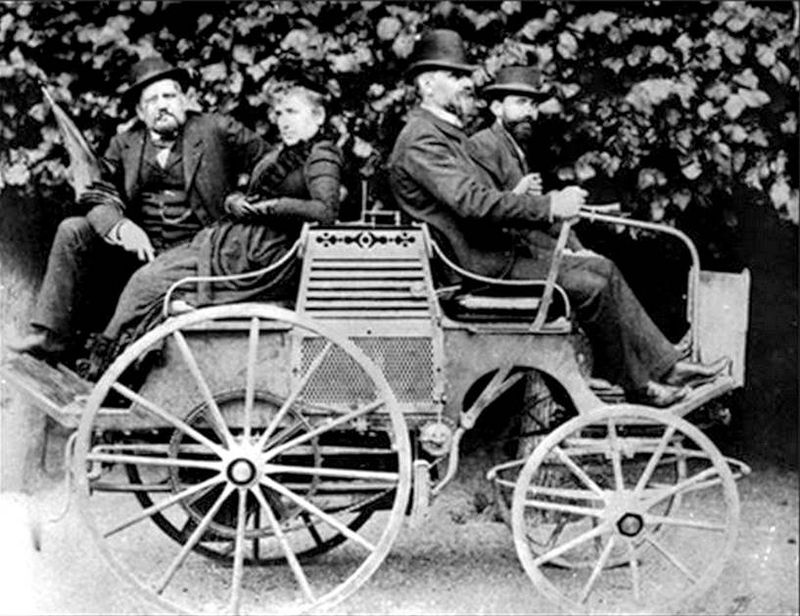
Il prototipo del 1890

Illustrare la genesi della Panhard & Levassor Type A equivale a illustrare una parte della nascita dell'industria automobilistica francese, anche se i primissimi eventi ebbero luogo a Stoccarda, nell'allora Impero Tedesco. Nel 1882, infatti, il tedesco Gottlieb Daimler lasciò la Deutz, dove aveva lavorato per alcuni anni assieme al fido Wilhelm Maybach. Entrambi perfezionarono un motore a scoppio già sviluppato presso l'azienda di Colonia, dopodiché cominciarono a montarlo su alcuni veicoli, fra cui una motocicletta e naturalmente su una carrozza, dando origine alla Motorkutsche. Fu a questo punto che entrò in scena la Panhard & Levassor, già in stretti rapporti di affari prima con la Deutz e poi con Daimler e Maybach. La casa di avenue d'Ivry mirava in quel periodo a estendere il suo campo di attività proprio alle autovetture, che all'epoca erano a uno stadio embrionale: i soli ad averne realizzato qualche esemplare furono infatti proprio la Daimler, che all'epoca non era neppure ancora stata registrata come azienda, e la Benz. In ogni caso, i rapporti di affari fra Daimler e la Panhard & Levassor si strinsero ancora di più e così venne stipulato un accordo per la fornitura di questi motori in maniera tale che la Panhard & Levassor potesse divenirne distributore esclusivo per la Francia, quindi non solo per equipaggiare le sue vetture, ma anche per altri utilizzi, anche come motori stazionari. Siamo a questo punto nel 1889: Daimler ottenne il brevetto del suo motore dopo aver vinto una causa legale contro la Deutz che ne rivendicava la paternità. In questo modo, i primi motori Typ P cominciarono a essere inviati in Francia. Nel frattempo, alla Panhard & Levassor venne realizzata la prima scocca destinata a ospitare il motore Daimler. All'inizio del 1890 si studiò la trasmissione e le modalità di interfacciamento fra motore e ruote motrici. Il prototipo pronto a un giro di prova fu realizzato alla fine dell'estate del 1890: aveva una carrozzeria aperta a quattro posti di tipo "dos-à-dos". Il suo motore V2 Daimler era montato posteriormente, aveva una cilindrata di 921 cm3 ed erogava una potenza massima di 2 CV. Entro la fine dello stesso anno venne realizzato un secondo prototipo, stavolta con motore anteriore e cilindrata di 1025 cm3. Dopo alcuni ulteriori giri di prova avvenuti nell'estate del 1891, in cui la vettura riuscì a coprire fra l'altro la distanza di 225 km che separava Parigi dalla città costiera di Étretat senza problemi di sorta, alla velocità media di 10 km/h con punte velocistiche di 17 km/h. Fu solo a questo punto che la Panhard & Levassor annunciò l'imminente commercializzazione della sua prima autovettura. Il primo esemplare definitivo venne assemblato nell'ottobre del 1891.

### Caratteristiche

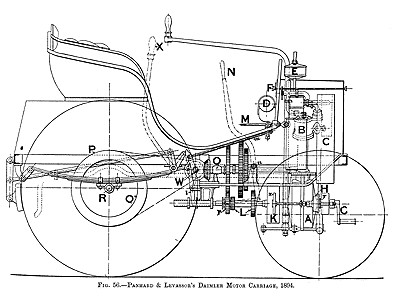
Meccanica

In realtà il nome Type A non è una denominazione ufficiale, ma viene adottata per identificare il primo modello prodotto dalla casa di avenue d'Ivry. Partendo dal fatto che nel corso della sua storia essa montò più di un motore, e venne proposta anche in diverse varianti di carrozzeria. Se a ciò uniamo anche il fatto che in quegli anni le vetture si vendevano solo in pochi esemplari, va da sé che fu molto improbabile che venne prodotta una Type A uguale a un'altra. Ma in realtà, data la varietà di motori e carrozzerie, queste vetture vennero denominate in base al codice del motore montato, alla sua potenza massima e al suo tipo di carrozzeria. Così, i primi esemplari vennero identificati anche come Type P2C, come veniva codificato il V2 Daimler dagli addetti ai lavori alla Panhard & Levassor a fine Ottocento. Questo motore, sistemato anteriormente, aveva una cilindrata di 817 cm3 ed erogava appena 1,75 CV di potenza massima. Il cambio era invece manuale a 3 marce. La carrozzeria prevista inizialmente era una sola, di tipo dogcart a due posti, ancora molto simile a una carrozza senza cavalli.

### Evoluzione della gamma

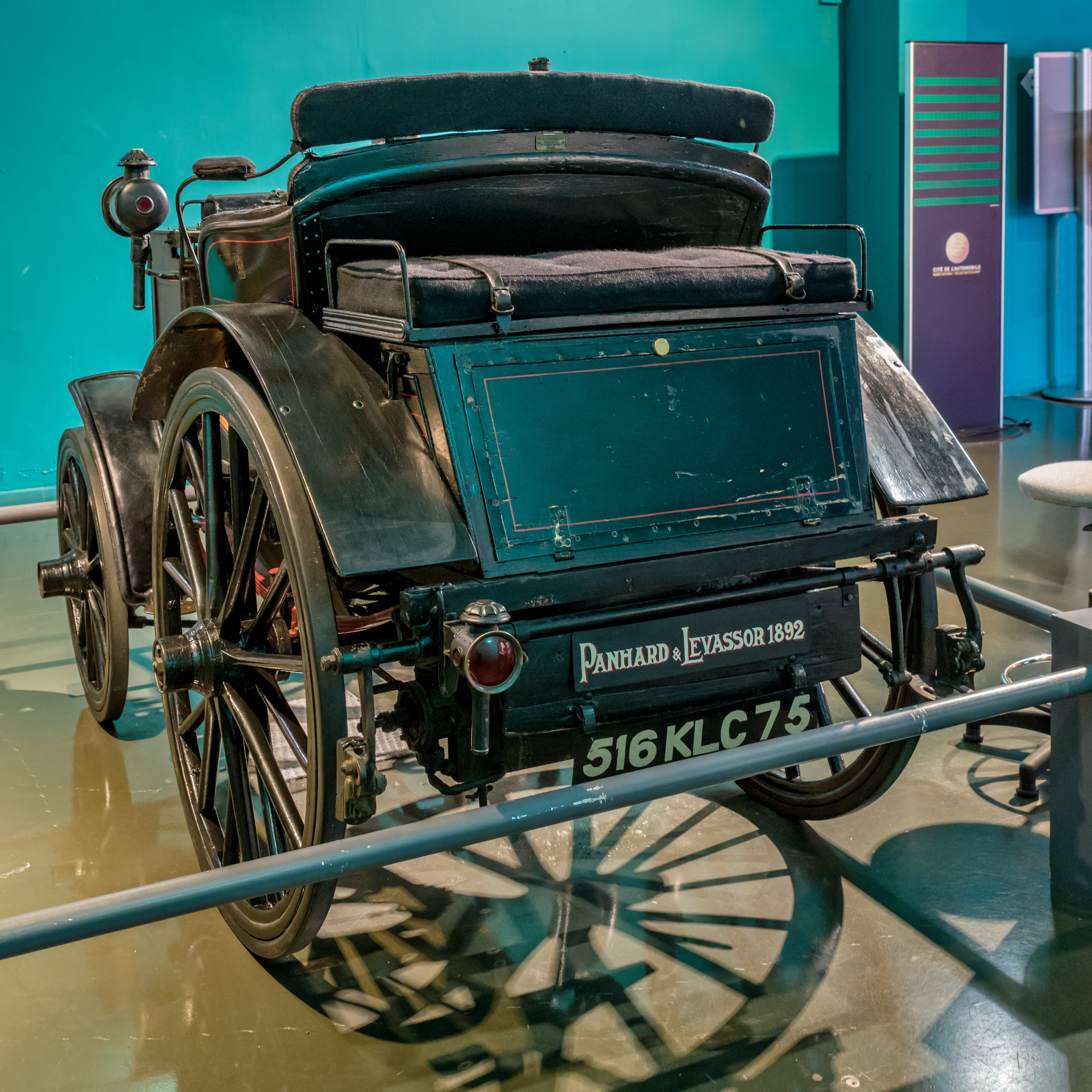
Una Type A 4 posti con motore P2D

Durante gi ultimi mesi del 1891 vennero assemblati 6 esemplari di questa vettura, tutti con carrozzeria di tipo dogcart a due posti. Dall'anno successivo, vennero proposte anche carrozzerie di tipo dogcart a 4 posti oppure wagonnette, anch'esse a 4 posti. Sempre nel 1892, vennero proposti anche altri motori, e cioè proprio quelle unità da 921 e 1025 cm3 che fino a un anno prima erano stati montati nei prototipi della vetturetta di avenue d'Ivry. Tali motori erano sempre basato sul V2 Daimler con angolo di 15° fra i due cilindri. Nel 1894, i due motori più piccoli vennero tolti dal listino, ma arrivarono in compenso dei motori di maggiori cilindrata, anche in questo caso basati sul V2 Daimler originario. Tali motori avevano cilindrate di 1184 e 1290 cm3, con potenze di 3,3 e 3,75 CV. Si allargò anche in ventaglio delle carrozzerie proposte, che arrivò a comprendere anche delle versioni vis-à-vis, cabriolet, phaeton, break a 6 posti e persino piccoli omnibus a 4 posti. Le due nuove motorizzazioni furono le uniche a rimanere in listino nel 1895, mentre accanto alla gamma della Type A cominciarono a comparire i primi modelli della gamma Type A1, con i nuovi motori Daimler della serie Phoenix. Gli ultimi esemplari della Type A P2D uscirono dalla fabbrica Panhard & Levassor nel luglio del 1896. In tutto vennero prodotti 193 esemplari di Type A più i due prototipi iniziali prima del lancio.
Nel solo anno 1902 il nome Type A venne riutilizzato nuovamente per un modello della casa di avenue d'Ivry, ma in realtà si trattava di un modello della gamma A1, in quanto in questo caso montava un motore della serie Centaure.

### Tabella riepilogativa[1]
| Panhard & Levassor Type A (1891-96) |        |            |              |                    |                    |
| Modello                             | Motore | Cilindrata | Potenza (CV) | Anni di produzione | Esemplari prodotti |
| Type A 1 CV 1/2                     | P2C    | 817        | 1,5          | 10/1891-03/1893    | 10                 |
| Type A 1 CV 3/4                     | P2C    | 817        | 1,75         | 10/1891-03/1893    | 5                  |
| Type A 2 CV                         | P2D    | 921        | 2            | 1892               | 1                  |
| Type A 2 CV 3/4                     | P2D    | 1025       | 2,75         | 07/1892-10/1895    | 68                 |
| Type A 3 CV 1/3                     | P2D    | 1184       | 3,33         | 06/1894-04/1896    | 29                 |
| Type A 3 CV 3/4                     | P2D    | 1290       | 3,75         | 11/1894-07/1896    | 80                 |
| TOTALE                              | TOTALE | TOTALE     | TOTALE       | TOTALE             | 193                |